# Лабиринт Орта (парк)
Парк «Лабиринт Орта» (кат. Parc del Laberint d’Horta) — исторический парк в районе Орта-Гинардо в Барселоне, старейший парк этого типа в городе. Расположен на территории бывшей усадьбы семейства Десвалльс, на склоне одной из гор гряды Кольсерола. Относится к регулярным паркам с элементами пейзажного стиля. Парк включает сад XVIII века в неоклассическом стиле и романтический сад XIX века.

## История
История парка «Лабиринт» началась в 1791 году, когда маркиз Жоан Антони Десвалльс и д’Ардена, собственник земельного участка, в сотрудничестве с итальянским архитектором Доменико Багутти разработал проект неоклассического сада. Реализация проекта осуществлялась под руководством мастеров Жауме и Андреу Валльс, а также французского садовника Жозефа Дельвале.
В середине XIX века потомки маркиза наняли архитектора Элиеса Роджента, чтобы расширить парк. Роджент разработал проект романтического сада с клумбами, беседками и водопадом. В проекте был также канал, соединяющий верхнюю и среднюю террасы. Канал был сооружен в 1853 году.
В 1880 году был разбит домашний сад рядом с дворцом Десвалльсов.
В конце XIX века усадьба Десвалльсов превратилась в место проведения общественных и культурных мероприятий, включая театральные представления на открытом воздухе.
В 1967 году семейство Десвалльсов передало парк городским властям Барселоны, которые открыли парк для публичного посещения в 1971 году. Работы по масштабной реставрации были осуществлены в 1994 году при финансовой поддержке Европейского Союза.

План парка «Лабиринт»: 1. Вход. 2. Статуя Эроса. 3. Выход. 4. Грот нимфы Эхо. 5. Храм Данаи. 6. Храм Ариадны. 7. Барельеф «Девкалион и Пирра». 8. Барельеф с двумя женскими фигурами (значение неизвестно). 9. Место расположения солнечных часов

## Современное использование
В настоящее время парк является садом-музеем с ограничением на посещение парка (не более 750 посетителей единовременно), которое установлено в 1994 году для сохранения парка и сооружений на его территории, в том числе от вандалов. Также на территории парка запрещены пикники (для них оборудована площадка недалеко от входа в парк), выгул собак, посещение парка с велосипедом и шумные игры (например, с мячом). С 1993 года в старом дворце Десвалльсов располагается Центр строительства лабиринтов (Centre de Formación del Laberint, принадлежащий городским властям Барселоны институт садоводческого образования), а также специализированная библиотека.
В июне-июле городской совет Барселоны организует в парке концерты классической музыки.

## Структура парка
Справа от входа в парк расположен бывший дворец Десвалльсов, здание с элементами неоготики и неоарабского стиля. К этому комплексу также относится средневековая башня Собирана.
Парк, площадь которого составляет 9,1 га, разделён на две части: неоклассический сад и романтический сад. На территории всего парка расположены многочисленные скульптуры, некоторые из них созданы по мотивам древнегреческой мифологии, другие — по национальным мотивам.

### Неоклассический сад

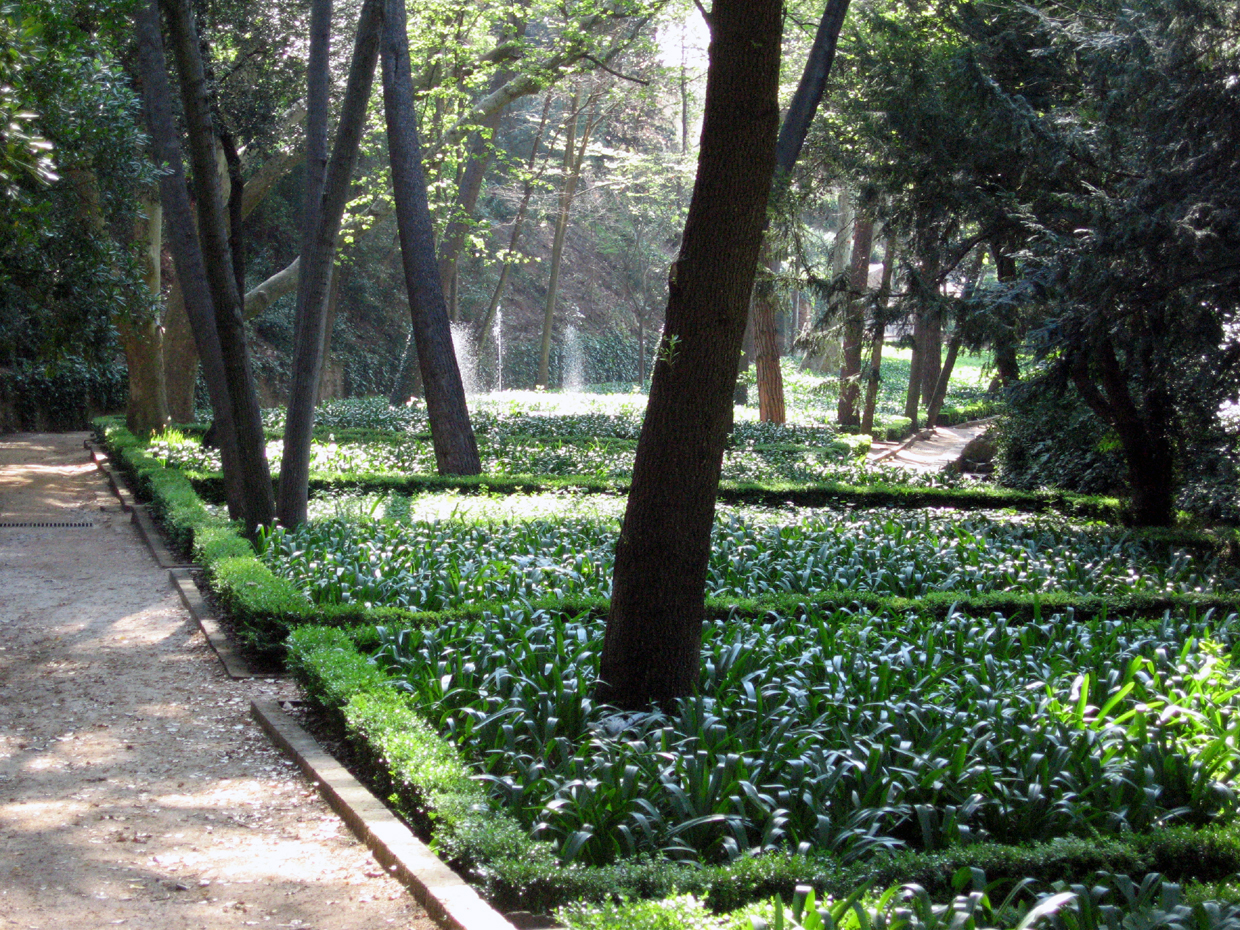
Романтический сад

Неоклассический сад состоит из трёх террас:
- На нижней террасе находится лабиринт из живой изгороди, давший название парку и состоящий из 750 метров подстриженных кипарисовых деревьев. У входа в лабиринт располагается мраморная статуя, изображающая Ариадну, Тезея и, в центре композиции, бога любви Эроса.
- На средней террасе, прямо над лабиринтом, расположены два павильона в итальянском стиле с тосканскими колоннами и статуями Данаи и Ариадны, точные копии круглых древнеримских храмов без целл. Рядом с большой лестницей, ведущей на третий уровень, находится статуя бога вина и виноделия Диониса.
- На третьем, самом высоком, уровне расположен павильон, посвященный девяти музам. За павильоном находится большой пруд с водой, поступающей из природного источника.

Вторую и третью террасы разделяет «Романтический канал», на одном из концов которого создан «Остров любви» (кат. Illa de l’Amor).

### Романтический сад
Романтический сад разделён на группы цветочных клумб и маленькие площади под сенью высоких деревьев. На северной границе этой стороны парка находится водопад. В этой части парка сохранилось мало признаков первоначального проекта. Предположительно, романтический сад был построен с указанием на тему смерти — здесь даже создана имитация маленького кладбища. В то же время неоклассический сад обыгрывает тему любви.

## Растительность

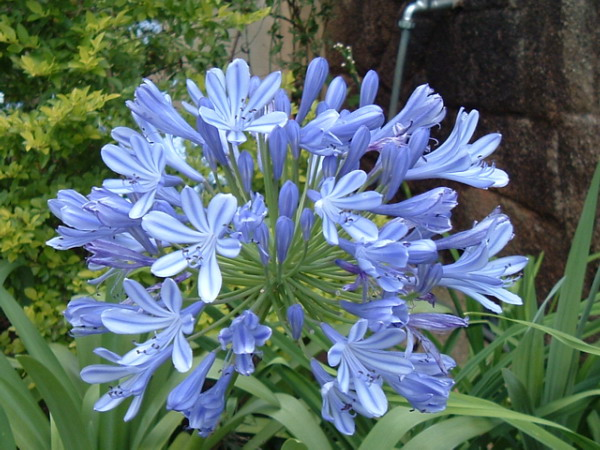
Агапантус африканский

В парке высажены разнообразные, в том числе редкие породы деревьев, среди которых каменный дуб (Quercus ilex), эвкалипт шаровидный (Eucalytus globulus) и земляничное дерево (Arbutus unedo). Большое количество вечнозелёных растений. Особенно следует отметить высаженные в романтическом саду африканские лилии (см. также Агапантус), которые называют «цветами любви». В домашнем саду выращивают камелии, а вход в парк украшают красные цикламены. В романтическом саду высаживают также ирисы. Парк окружён большим участком леса средиземноморского типа.

## Лабиринт
Лабиринт заложен в 1792 году и стал центральным элементом парка. Размер лабиринта составляет приблизительно 45х48 метров. Длина изгороди достигает 750 м. Живая изгородь состоит из кипарисов. Высота изгороди — 2,5 м. Вход в лабиринт располагается в юго-западном углу лабиринта и представляет собой арку из кипарисов. На входе в лабиринт установлен рельеф, изображающий Ариадну, которая вручает Тезею клубок нитей. На пьедестале рельефа написано:
Entra, saldrás sin rodeo
El laberinto es sencillo
No es menester el ovillo
Que dio Ariadna a Teseo.
В центре лабиринта располагается маленькая круглая площадка, от которой расходится восемь дорожек, каждая из которых обозначена кипарисовой аркой. В центре площадки стоит скульптура, по кругу — скамейки из камня.

## Интересные факты
- Парк трижды посещали монархи Испании.
- Павильоны средней террасы были выбраны поэтом Жоаном Марагалом для представления классических спектаклей. 10 октября 1898 года состоялось представление трагедии «Ифигения в Тавриде» (Иоганн Гёте), переведённой Марагалом.[3]
- В парке снимался эпизод фильма «Парфюмер: История одного убийцы» немецкого режиссёра Тома Тыквера.
- В парке снимался эпизод фильма «11-11-11» американского режиссёра Даррена Линн Боусмана.

## Транспортная доступность
Недалеко от главного входа в парк находится станция метрополитена «Мундет» линии 3.

Общая карта парка: А. Вход в парк и дворец. B. Неоклассический сад. С. Романтический сад. D. Домашний сад и самшитовый сад. Е. Лес. Полная легенда содержится в описании файла

## Галерея

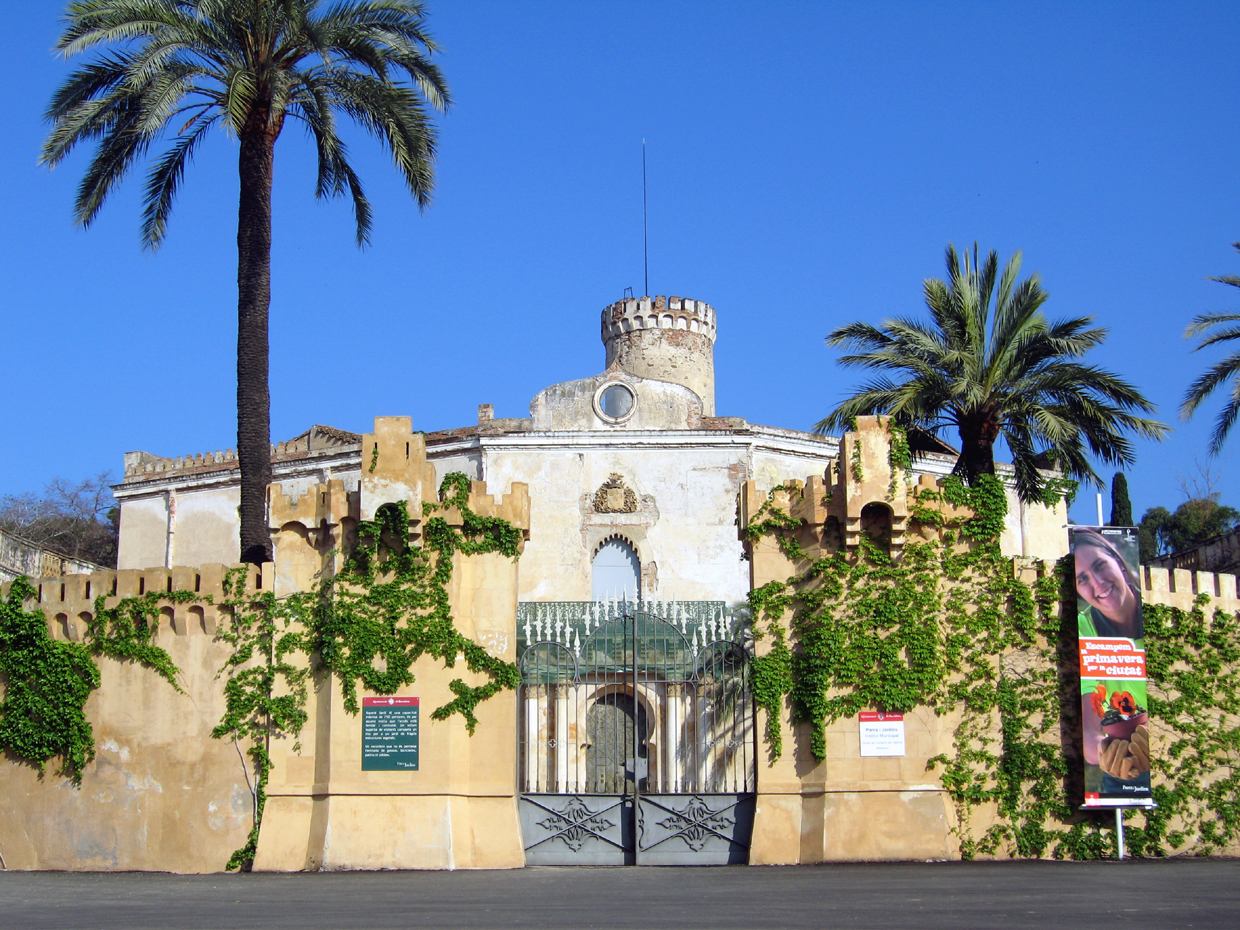
Дворец Десвалльсов
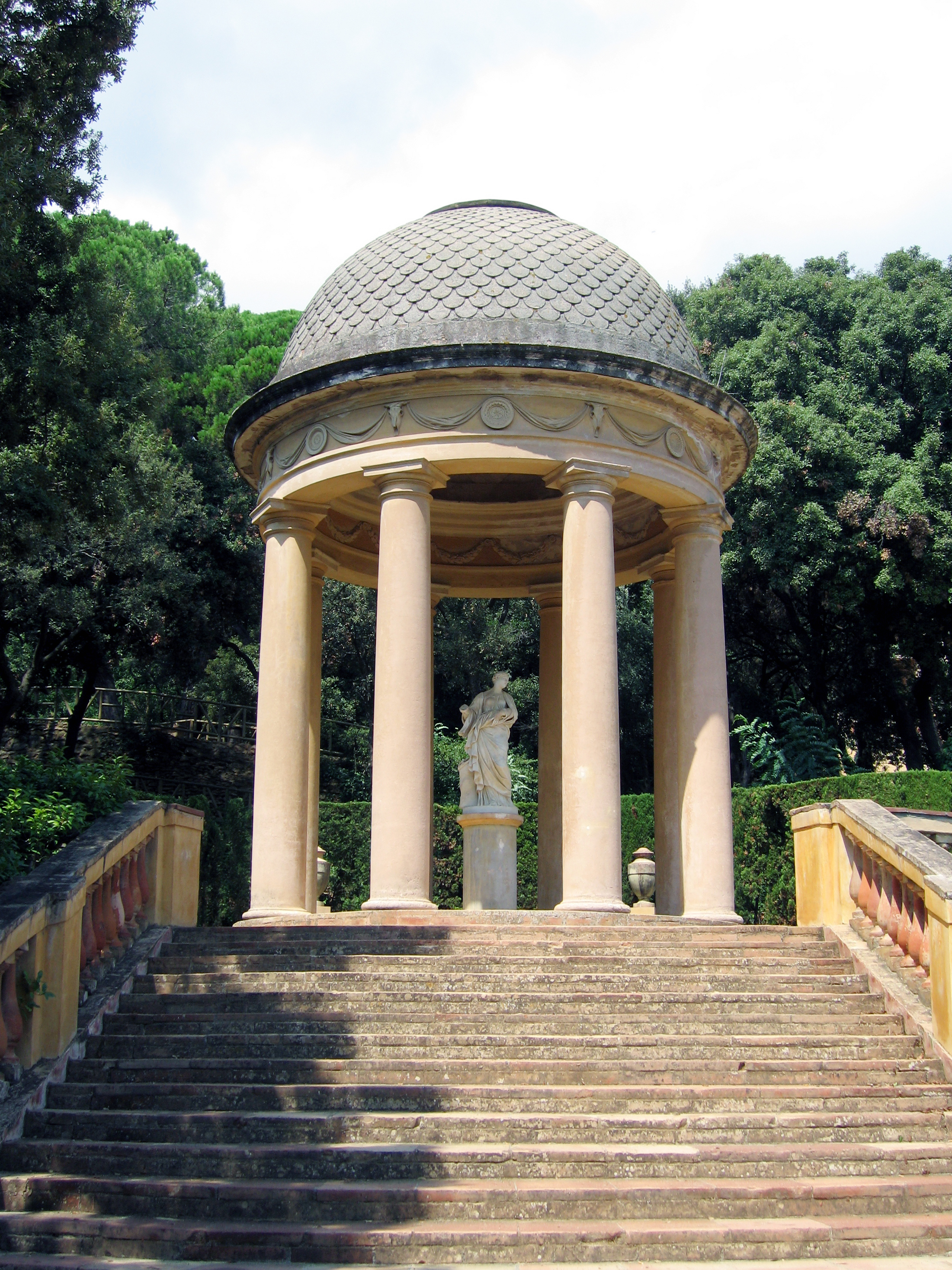
Павильон Данаи
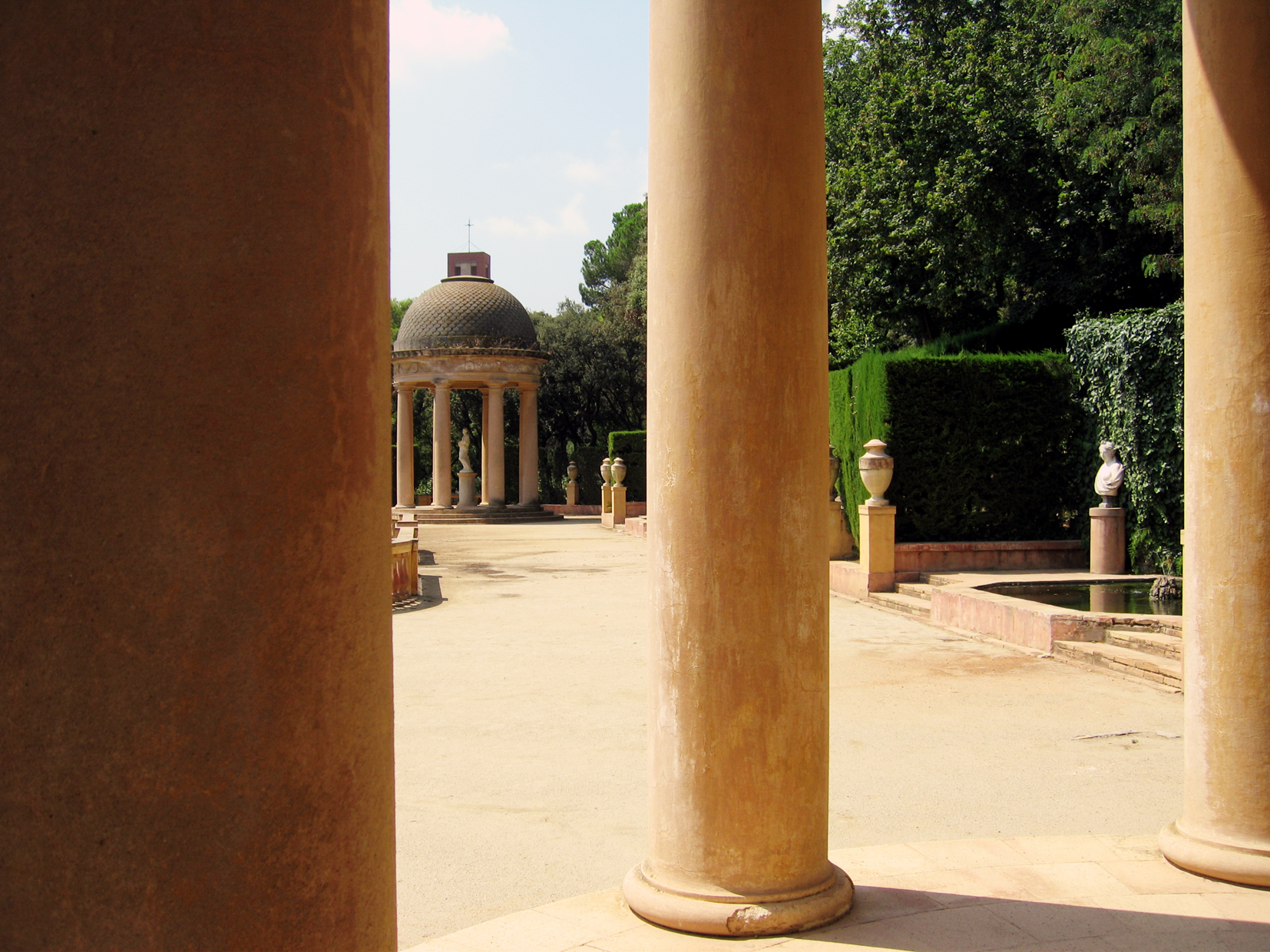
Два павильона
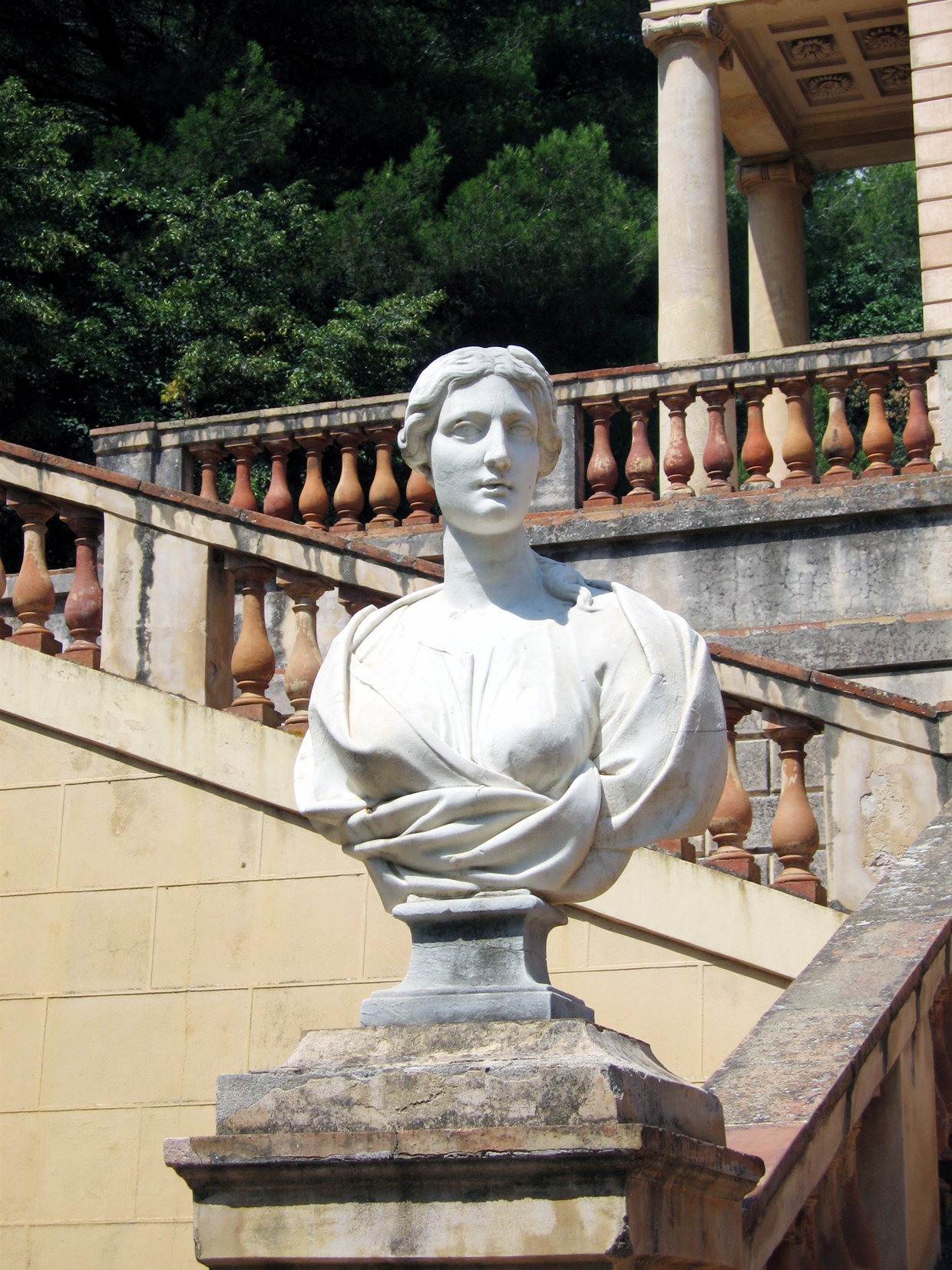
Бюст Диониса
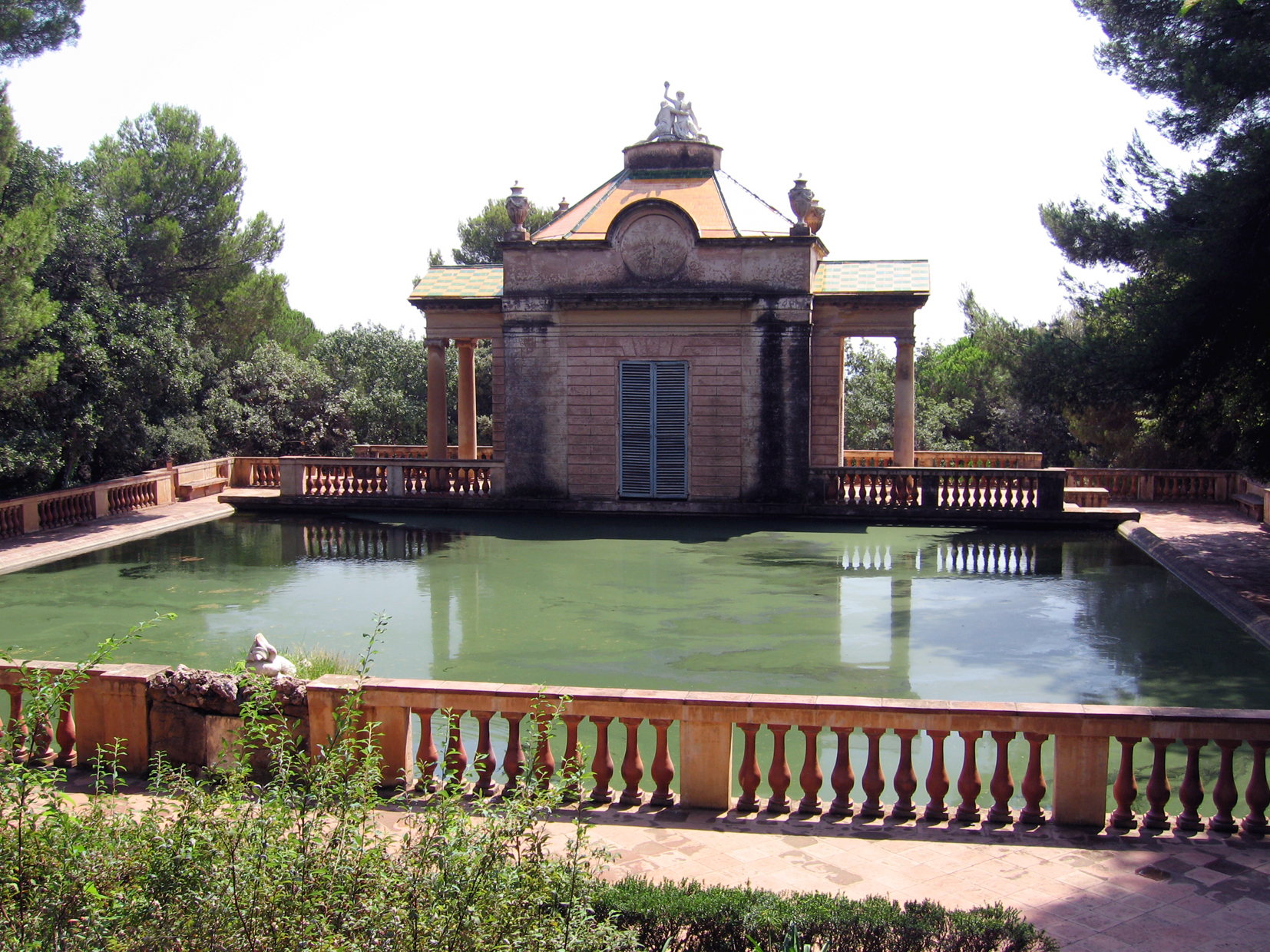
Неоклассический павильон
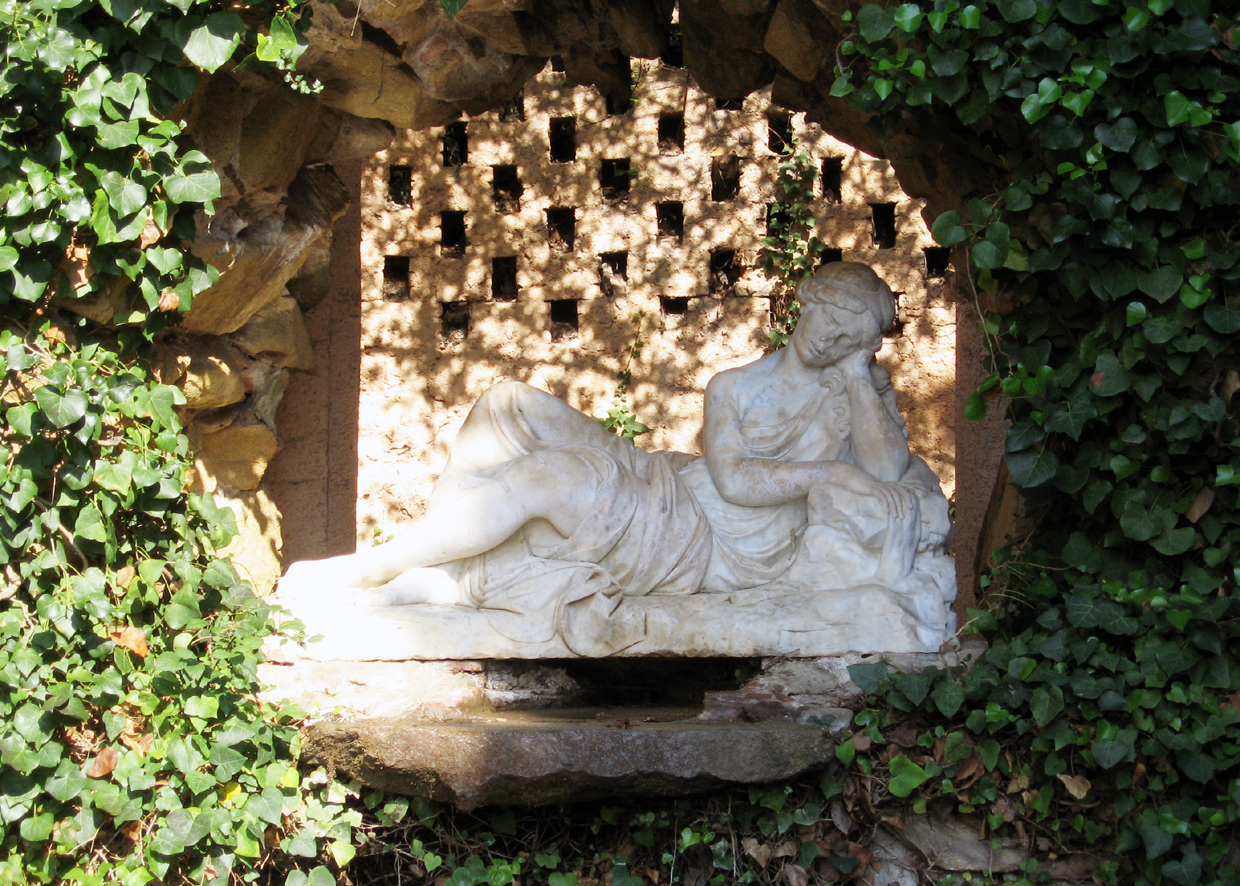
Фонтан Эгерии
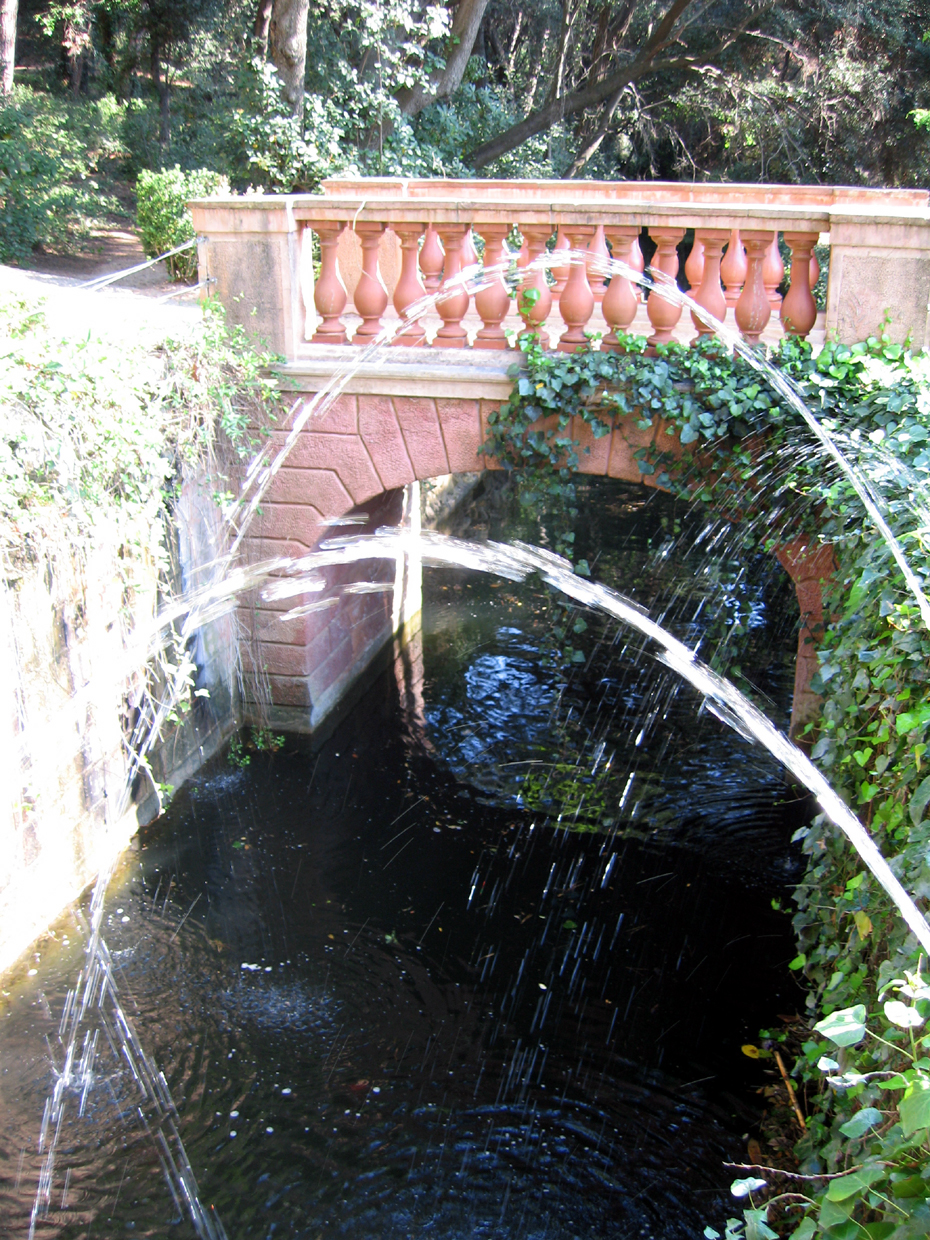
Романтический канал
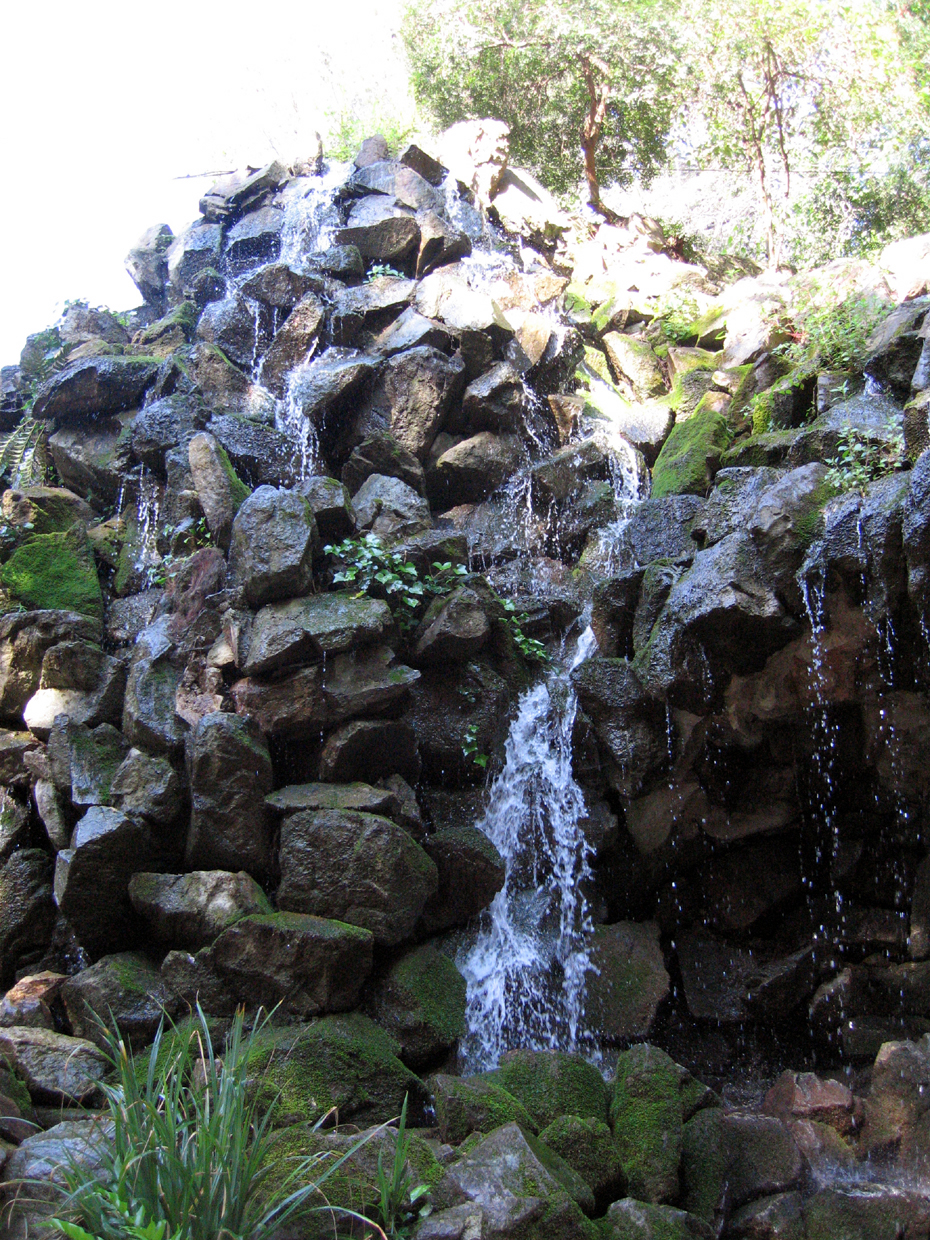
Водопад в романтическом саду
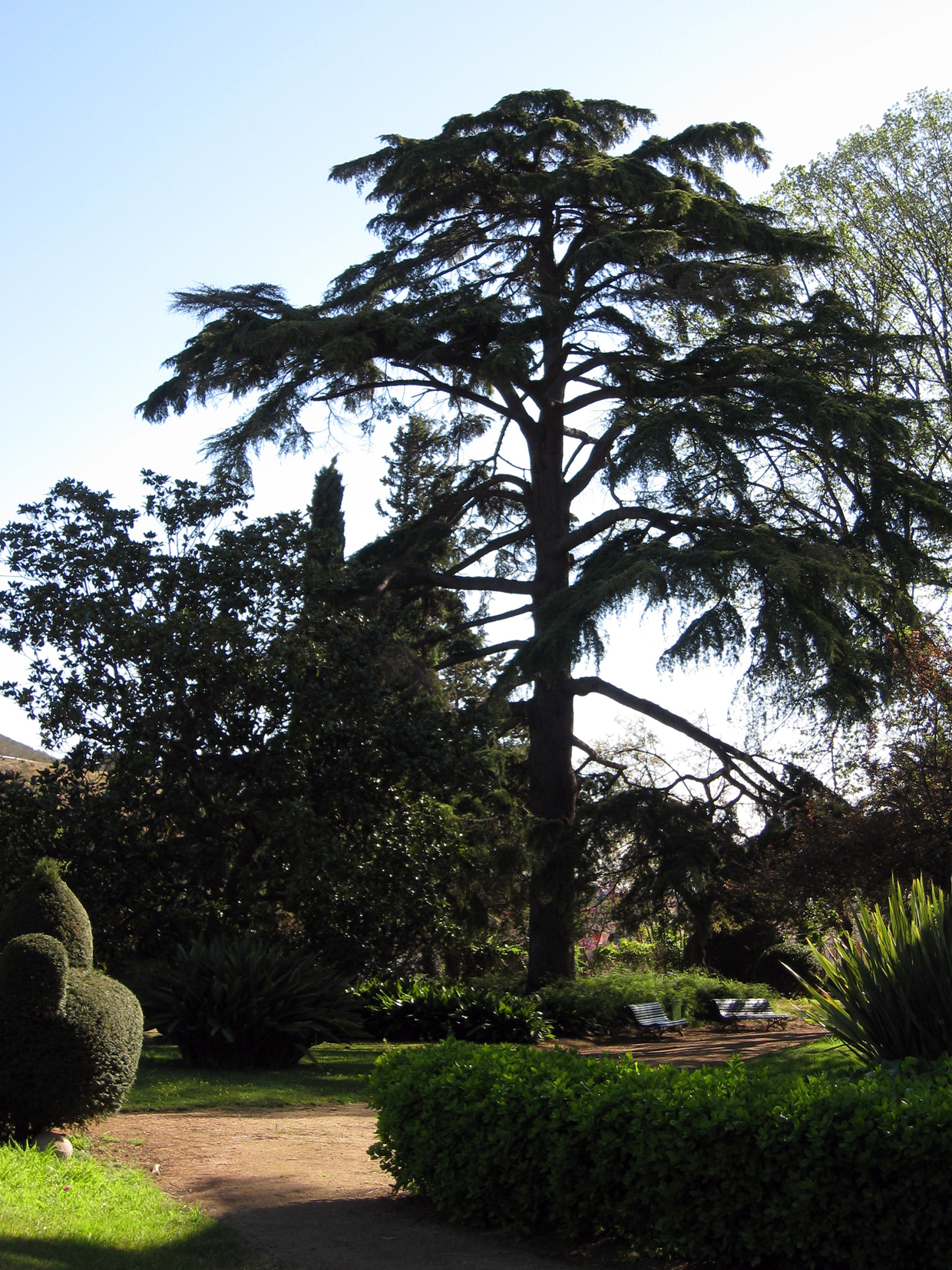
Домашний сад
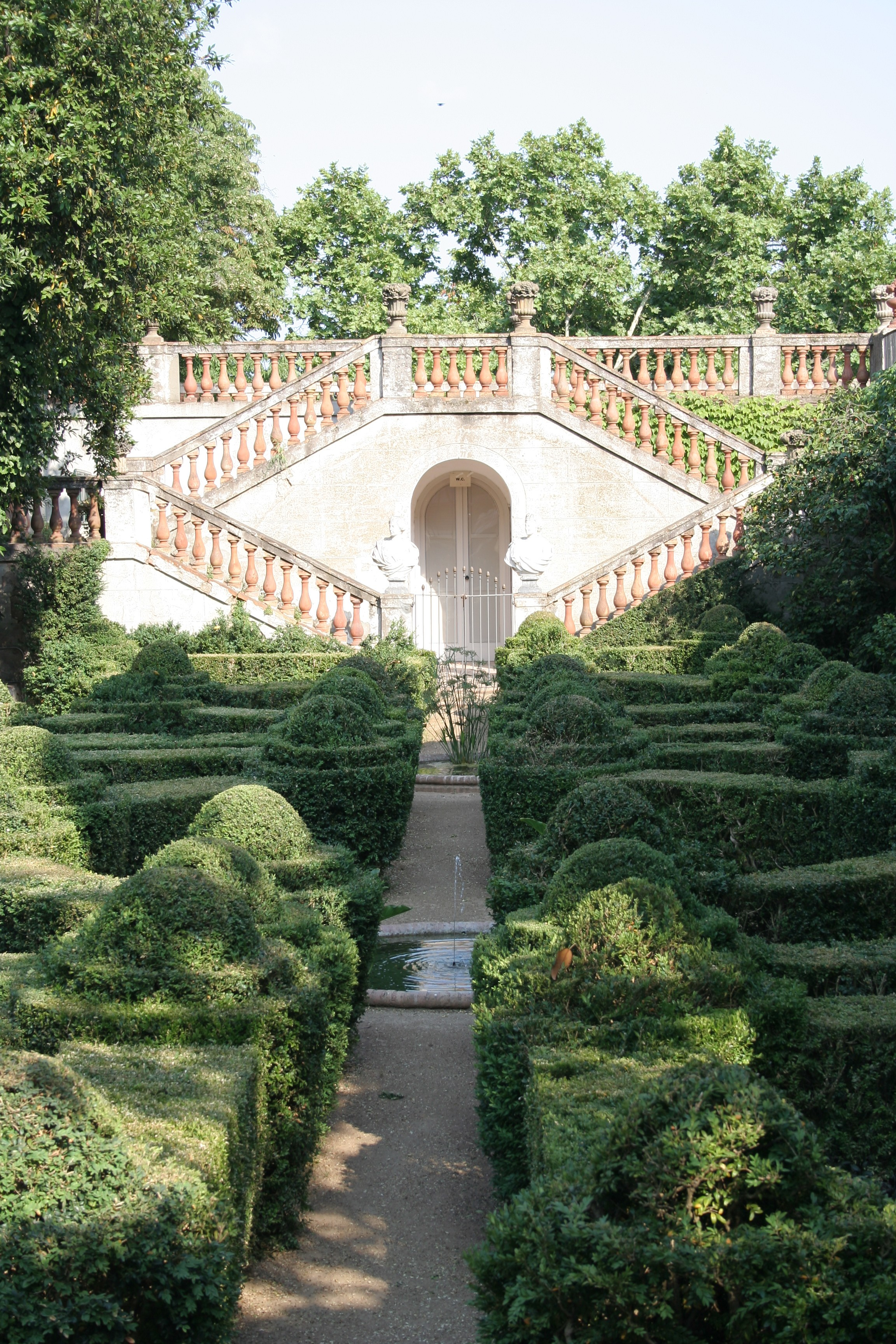
Самшитовый сад, вид на юг. Дворец расположен справа за каменным забором.